# Rahat Khan
Rahat Khan (Kishoreganj, Raj británico, 19 de diciembre de 1940 - Daca, Bangladés, 28 de agosto de 2020) fue un periodista y literato de Bangladés. Escribió más de 32 novelas. Ganó el Premio Literario de la Academia de Bangladés en 1973 y Ekushey Padak en 1996 por el gobierno del mismo país.

## Primeros años
Khan nació el 19 de diciembre de 1940 en Kishoreganj. Escribió su primera historia como estudiante en la clase tres. En sus palabras, “Un día una cometa se abalanzó sobre una pequeña tortuga ante nuestros ojos. El evento me sorprendió mucho y me hizo llorar. No sé por qué, pero escribí una historia sobre él y así comenzó mi vida de autor ". Khan completó una licenciatura en economía y filosofía en Ananda Mohan College. Obtuvo su maestría en el Departamento de Lengua y Literatura bengalí de la Universidad de Daca en 1961. Durante los siguientes ocho años, enseñó bengalí en varias universidades, incluido el Jagannath College en Daca.  

## Carrera
En 1969, Khan se incorporó al diario bengalí The Daily Ittefaq como editor asistente. Permaneció más de cuatro décadas en el periódico, trayectoria que lo llevó a convertirse en editor. 
En 1972, Khan publicó su primera colección de cuentos, Onischito Lokaloy (Habitación humana incierta). Al año siguiente recibió el Premio Literario de la Academia Bangla por sus cuentos. Produjo otros volúmenes: Ontohin Jatra (El viaje eterno), Bhalo Monder Taka (Dinero para el bien y el mal) y, en 1983, Apel Songbad (Noticias de la manzana). A principios de la década de 1980 publicó su primera novela, Omol Dhobol Chakri (Servicio blanco como la leche). Continuó escribiendo novelas en la década de 1990.   
Después de dejar Ittefaq, Khan se desempeñó como editor asesor de Dainik Bartoman y formó parte de la junta directiva de la agencia nacional de noticias Bangladesh Sangbad Sangstha (BSS). En marzo de 2016, fue nombrado (por el plazo de un año) como presidente de la junta de BSS.

## Temas
La vida de clase media y alta observada en sus novelas proviene de la sociedad urbana de Daca, mientras que novelas como Omol Dhobol Chakri exploran la vida del pueblo. 
Khan también consideró al Movimiento por la Lengua Bengalí y la Guerra de Liberación de Bangladés en obras como Hey Matoh Bong y Hey Mohasunyota.

## Novelas
- Omol Dhobol Chakuri (Servicio blanco como la leche, 1982)
- Ek Priyodorshini (Una mujer hermosa, 1983)
- Chayadompoti (Una pareja de sombras, 1984)
- Sangharsha (Choque, 1984)
- Shahar (La ciudad, 1984)
- Hey Onanter Pakhi (O, pájaro del infinito, 1989)
- Modhyomather Khelowar (El delantero futbolista, 1991)
- Akhanksha (Deseo)
- Kayekjan (Algunas personas)
- Ognidaho (Conflagración)

## Premios
- Premio de Literatura de la Academia de Bangladés (1973) en la categoría de cuento[9]
- Premio Sufi Motahar Hossain (1979)
- Premio Mahbubullah Zebunnesa Trust (1979)
- Premio en memoria de Abul Mansur (1980)
- Premio en memoria de Humayun Qadir (1982)
- Premio Literario Shuhrid (1975)
- Premio Literario Trayi (1988)
- Premio Literario Cetana (1989)
- Ekushey Padak (1996)[4]